# Chilostoma phocaea
Chilostoma phocaea is een slakkensoort uit de familie van de Helicidae. De wetenschappelijke naam van de soort is voor het eerst geldig gepubliceerd in 1855 door Roth.